# Tripyla glomerans
Tripyla glomerans är en rundmaskart som beskrevs av Bastian 1965. Tripyla glomerans ingår i släktet Tripyla och familjen Tripylidae. Arten är reproducerande i Sverige. Inga underarter finns listade i Catalogue of Life.